# Liste der Kulturgüter in Mühlau
Die Liste der Kulturgüter in Mühlau enthält alle Objekte in der Gemeinde Mühlau im Kanton Aargau, die gemäss der Haager Konvention zum Schutz von Kulturgut bei bewaffneten Konflikten, dem Bundesgesetz vom 20. Juni 2014 über den Schutz der Kulturgüter bei bewaffneten Konflikten sowie der Verordnung vom 29. Oktober 2014 über den Schutz der Kulturgüter bei bewaffneten Konflikten unter Schutz stehen.
Objekte der Kategorie A sind im Gemeindegebiet nicht ausgewiesen, Objekte der Kategorie B sind vollständig in der Liste enthalten, Objekte der Kategorie C fehlen zurzeit (Stand: 1. Januar 2023). Unter übrige Baudenkmäler sind weitere geschützte Objekte zu finden, die in der Bau- und Nutzungsordnung der Gemeinde verzeichnet und nicht bereits in der Liste der Kulturgüter enthalten sind.

## Kulturgüter
| Foto |                                                                          | Objekt                                         | Kat. | Typ | Standort                                       | Beschreibung |
| ---- | ------------------------------------------------------------------------ | ---------------------------------------------- | ---- | --- | ---------------------------------------------- | ------------ |
| ja   | Datei hochladen · Wikidata zu Römisch-katholische Pfarrkirche (Q2082993) | Römisch-katholische Pfarrkirche KGS-Nr.: 09882 | B    | G   | Aarauerstrasse 4.2 672059 / 231442             |              |
| ja   | Datei hochladen · Wikidata zu Dorfbrunnen (Q29580138)                    | Dorfbrunnen KGS-Nr.: 15601                     | B    | K   | Aarauerstrasse/Oberdorfstrasse 671981 / 231413 |              |
| ja   | Datei hochladen · Wikidata zu Gasthaus "Zum Storchen" (Q1273655)         | Gasthaus zum Storchen KGS-Nr.: 15602           | B    | G   | Luzernstrasse 1-3 672013 / 231386              |              |

## Übrige Baudenkmäler
| ID | Foto |                                                          | Objekt          | Typ | Standort                       | Beschreibung |
| -- | ---- | -------------------------------------------------------- | --------------- | --- | ------------------------------ | ------------ |
| 27 |      | Datei hochladen                                          | Wegkreuz        | K   | Tobelweid                      |              |
| 28 |      | Datei hochladen                                          | Wegkreuz        | K   | Krähenbühl                     |              |
| 29 |      | Datei hochladen                                          | Wegkreuz        | K   | Vorderdorf                     |              |
| 30 |      | Datei hochladen                                          | Bildstöcklein   | K   | Aarauerstrasse                 |              |
| 31 | ja   | Datei hochladen · Wikidata zu Friedhofkreuz (Q105716685) | Friedhofkreuz   | K   | Friedhof 672062 / 231425       |              |
| 32 |      | Datei hochladen                                          | Wegkreuz        | K   | Roggächer                      |              |
| 33 |      | Datei hochladen                                          | Wegkreuz        | K   | Oberschoren                    |              |
| 34 |      | Datei hochladen                                          | Wegkreuz        | K   | Kestenberg                     |              |
| 50 | BW   | Datei hochladen                                          | Pfarrhaus       | G   | Aarauerstrasse 672012 / 231422 |              |
| 51 |      | Datei hochladen                                          | Ehemalige Mühle | G   | Bahnhofstrasse                 |              |
| 53 |      | Datei hochladen                                          | Wohnhaus        | G   | Aarauerstrasse                 |              |
| 54 |      | Datei hochladen                                          | Wohnhaus        | G   | Krähenbühl                     |              |
| 55 |      | Datei hochladen                                          | Speicher        | G   | Kestenberg                     |              |

Legende: Siehe Legende der Liste der Kulturgüter von nationaler und regionaler Bedeutung. Anstelle der KGS-Nummer wird als Objekt-Identifikator (ID) die Inventar- oder Gebäudenummer in der Bau- und Nutzungsordnung der Gemeinde verwendet.